# Städsholmen
Städsholmen este o arie protejată (arie specială de conservare — SAC, sit de importanță comunitară — SCI) din Suedia întinsă pe o suprafață de 1.261 ha, integral pe uscat.

## Localizare
Centrul sitului Städsholmen este situat la coordonatele 57°51′45″N 16°49′08″E / 57.8625°N 16.8189°E.

## Înființare
Situl Städsholmen a fost declarat sit de importanță comunitară în iulie 2000 pentru a proteja 1 specie de animale. Situl a fost protejat și ca arie specială de conservare în martie 2011.

## Biodiversitate
Situată în ecoregiunile boreală și marină baltică, aria protejată conține 6 habitate naturale: Păduri caducifoliate de mlaștină fino-scandinave, Lagune de coastă, Taiga vestică, Golfuri mici largi și golfuri puțin adânci, Insulițe și insule mici din Baltica boreală, Recifuri.
La baza desemnării sitului se află o specie protejată de  mamifere: Halichoerus grypus.